# Deutsche Sprintmeisterschaften 2025
Die 29. Deutschen Sprintmeisterschaften werden vom 10. bis zum 12. Oktober 2025 in Wiesbaden ausgetragen.

## Medaillengewinner

### Männer
| Bootsklasse            | Gold | Silber | Bronze |
| ---------------------- | ---- | ------ | ------ |
| Einer                  |      |        |        |
| Doppelzweier           |      |        |        |
| Zweier ohne Steuermann |      |        |        |
| Doppelvierer           |      |        |        |
| Vierer mit Steuermann  |      |        |        |
| Achter                 |      |        |        |

### Frauen
| Bootsklasse            | Gold | Silber | Bronze |
| ---------------------- | ---- | ------ | ------ |
| Einer                  |      |        |        |
| Doppelzweier           |      |        |        |
| Zweier ohne Steuerfrau |      |        |        |
| Doppelvierer           |      |        |        |
| Vierer mit Steuerfrau  |      |        |        |
| Achter                 |      |        |        |

### Mixed
| Bootsklasse  | Gold | Silber | Bronze |
| ------------ | ---- | ------ | ------ |
| Doppelvierer |      |        |        |